# Afrixalus fornasini
Afrixalus fornasini är en groddjursart som först beskrevs av Giovanni Giuseppe Bianconi 1849.  Afrixalus fornasini ingår i släktet Afrixalus och familjen gräsgrodor. IUCN kategoriserar arten globalt som livskraftig. Inga underarter finns listade i Catalogue of Life.

## Utbredning och habitat
Den finns i Kenya, Tanzania, Malawi, Moçambique, Zimbabwe, Sydafrika och möjligen i Swaziland. Dess naturliga habitat är tempererade skogar, subtropiska eller tropiska torra skogar, torr savann, fuktig savann, tempererad buskskog, subtropisk eller tropisk fuktig buskskog, tempererade gräsmarker, subtropiska eller tropiska säsongvis våta eller översvämmade låglänta gräsmarker, träsk, marskland med färskvatten, vattenreservoirer och dammar.

## Bildgalleri

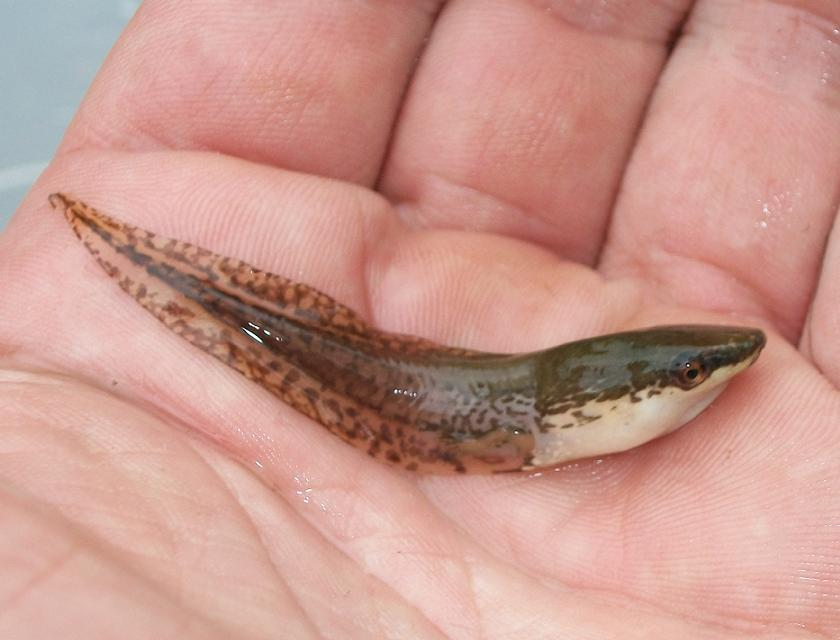
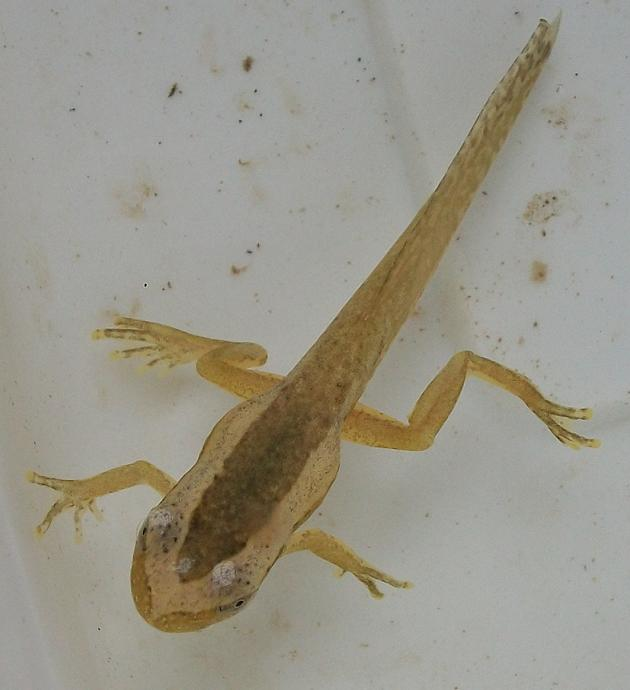
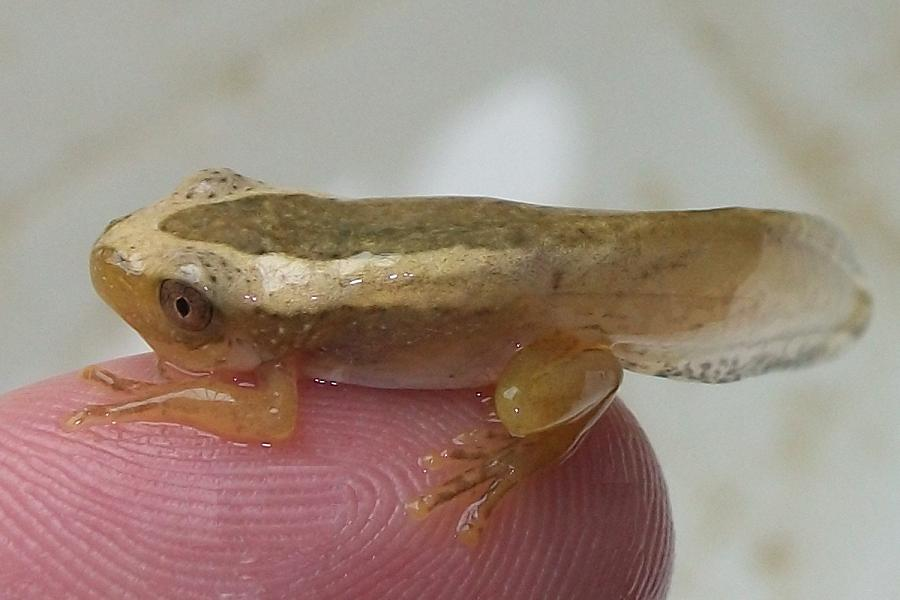
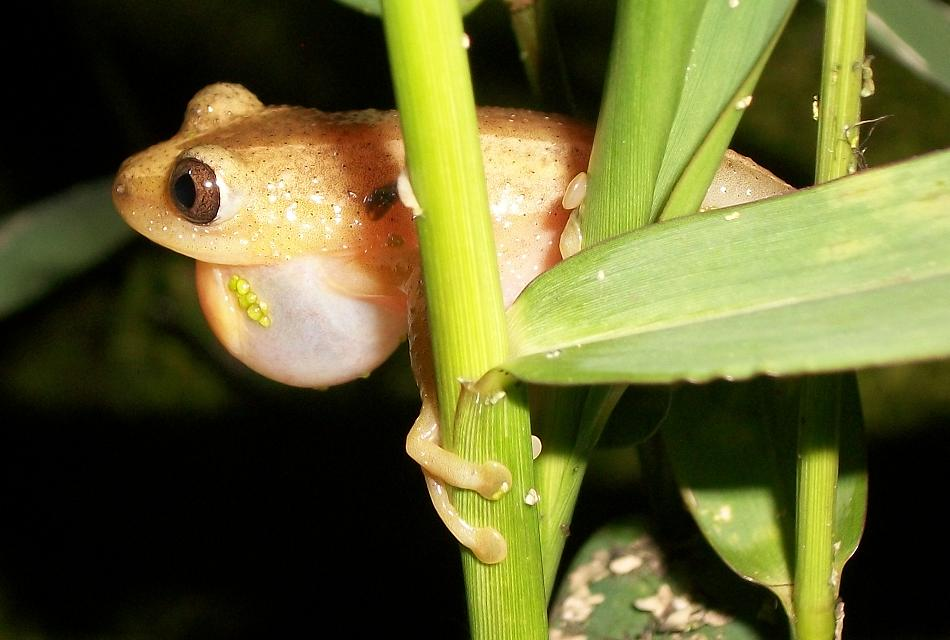
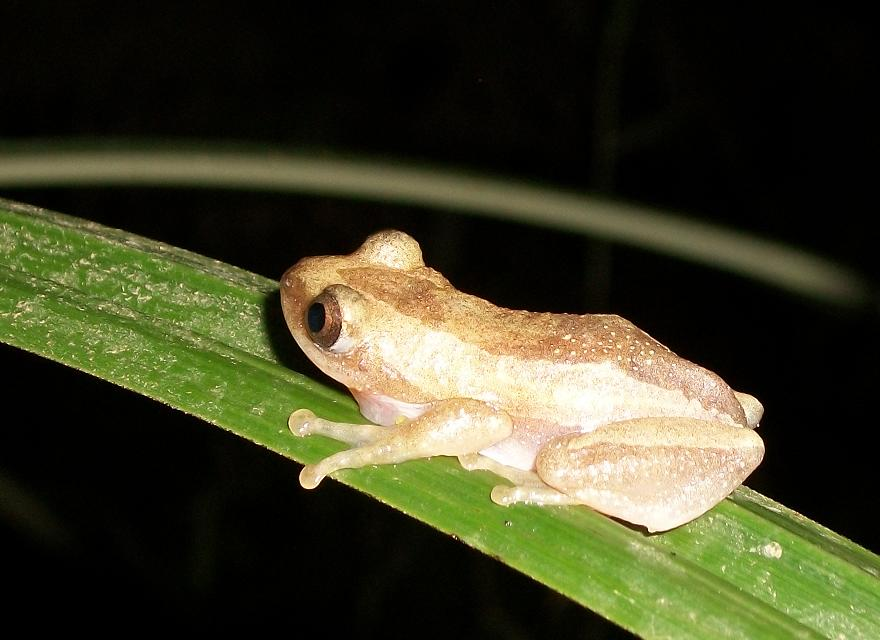
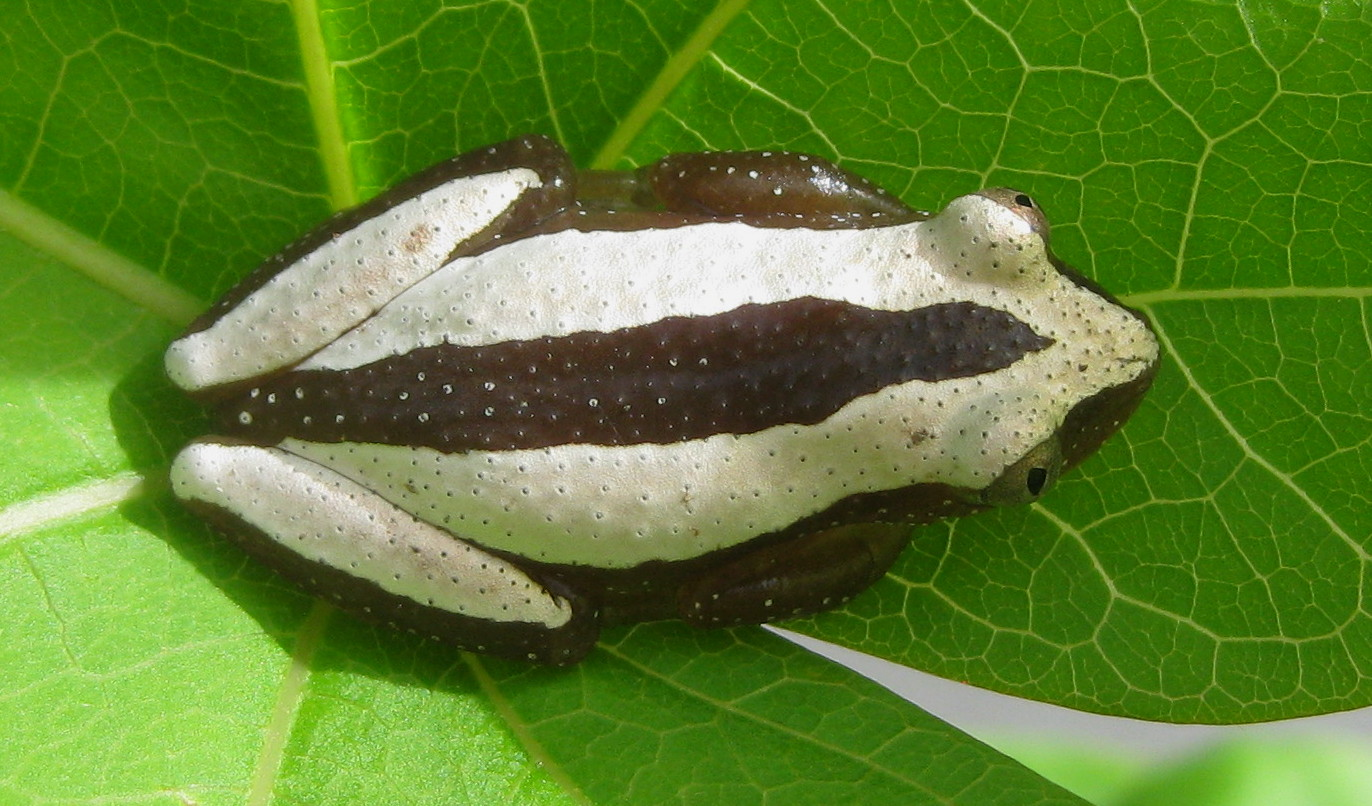